# Sathupalle
Sathupalle es un pueblo y  nagar Panchayat situado en el distrito de Khammam en el estado de Telangana (India). Su población es de 31857 habitantes (2011). Se encuentra a 276 km al este de Hyderabad.

## Demografía
Según el censo de 2011 la población de Sathupalle era de 31857 habitantes, de los cuales 15776 eran hombres y 16081 eran mujeres. Sathupalle tiene una tasa media de alfabetización del 82,37%, superior a la media estatal del 67,02%: la alfabetización masculina es del 87,20%, y la alfabetización femenina del 77,64%.